# لب‌ویو
LabVIEW یک زبان برنامه‌نویسی گرافیکی است که به وسیله شرکت نشنال اینسترومنتس طراحی شده‌است و کاربرد آن بیشتر در سامانه‌های تست، اخذ داده، کنترل و پایش رایانه‌ای است.
نرم افزار LabView مخفف عبارت Laboratory Virtual Instrument Engineering Workbench و تشکیل شده از حروف اول کلمات عبارت میزکار مهندسی ابزارهای مجازی آزمایشگاهی است.